# Coelogyne rumphii
Coelogyne rumphii là một loài phong lan.

## Hình ảnh

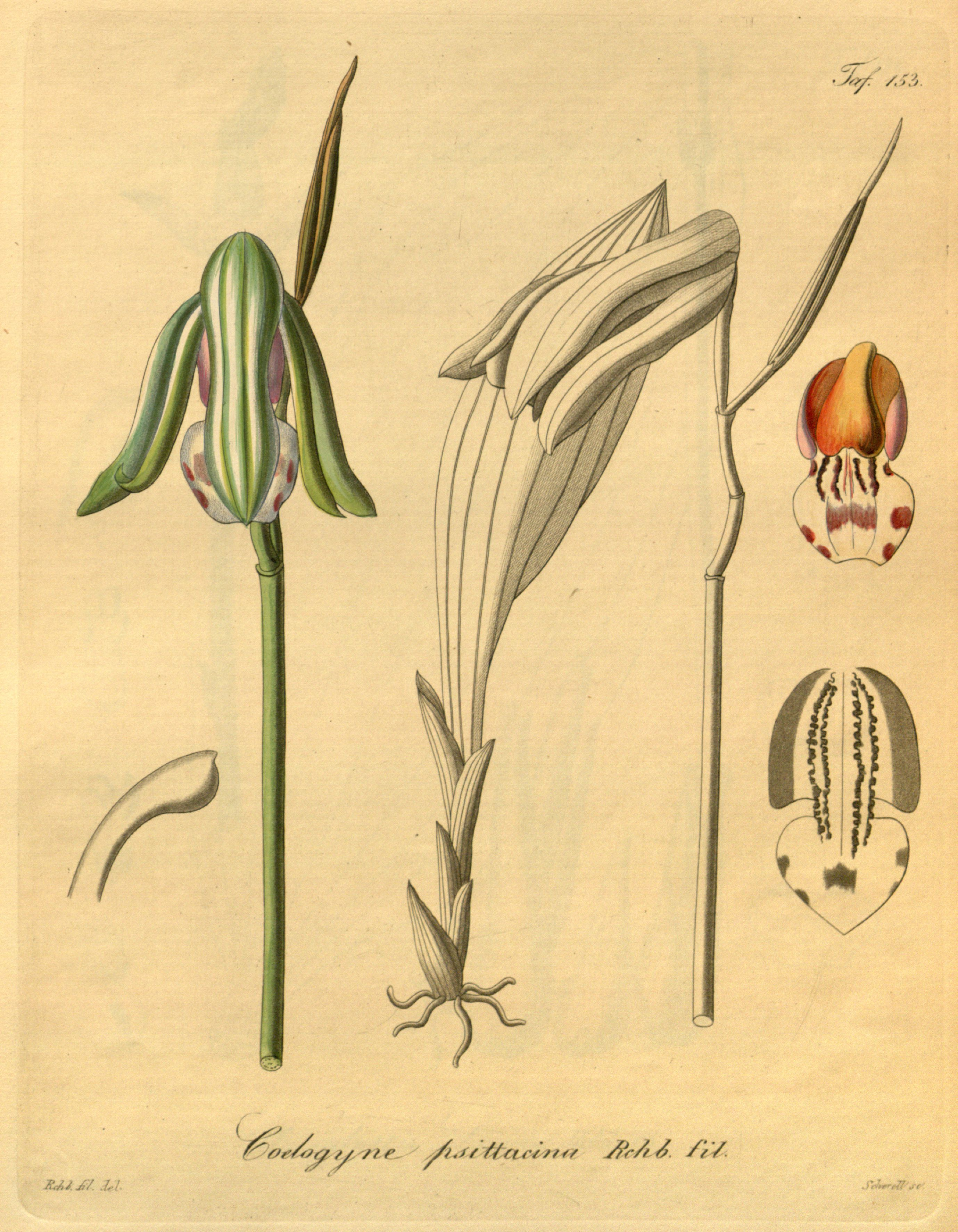
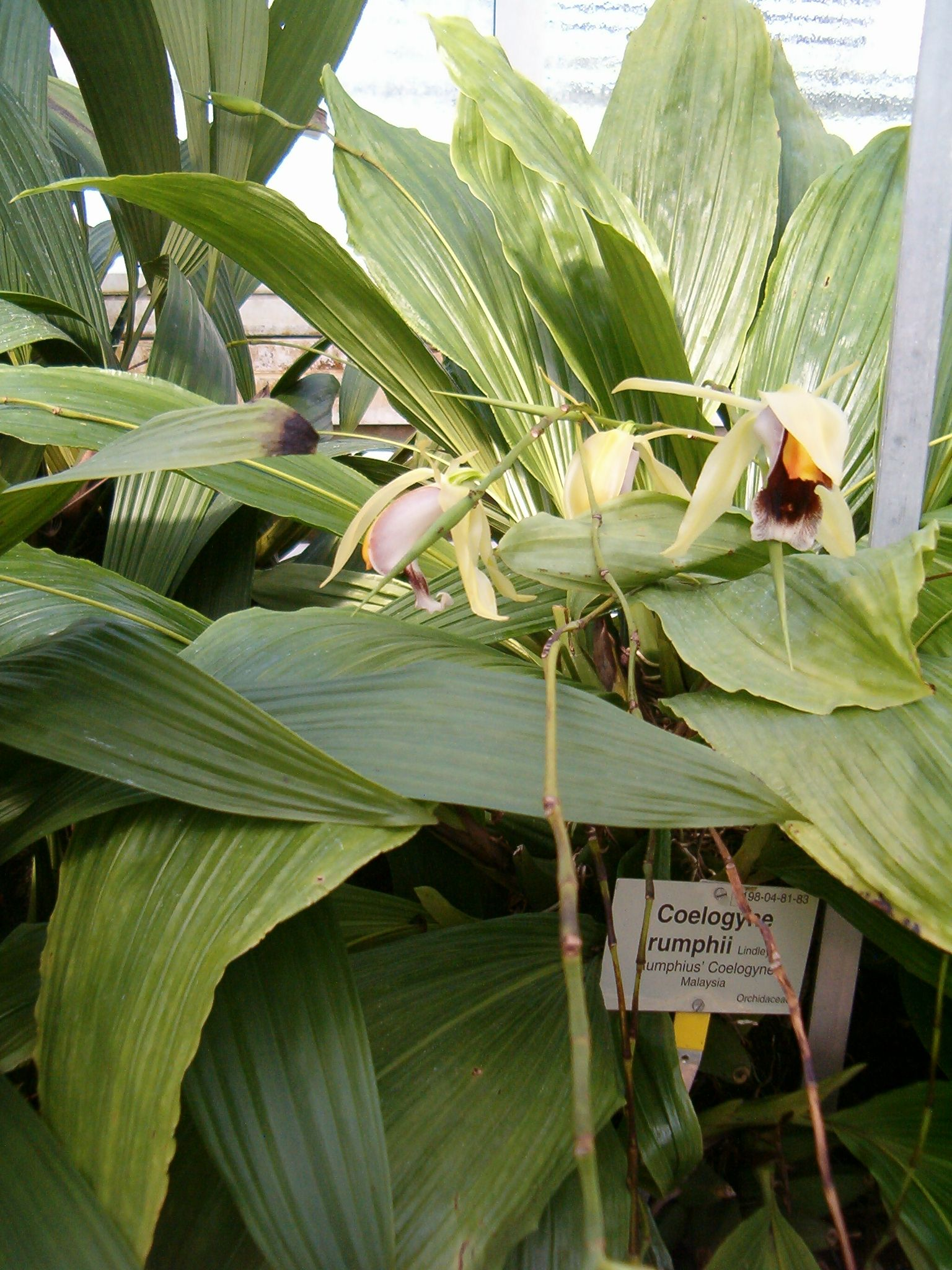